# إطلاق النار في سيمانغي
إطلاق النار في سيمانغي (بالإندونيسية: Tragedi Semangg) حادثة وقعت في جاكرتا إندونيسيا. كان حادثان عندما فتحت قوات الدولة النار على مدنيين غير مسلحين ومتظاهرين خلال جلسات خاصة للبرلمان. وقع الحادث الأول المعروف باسم سيمانغي 1 في 13 نوفمبر 1998 وقتل 17 شخصًا. وقع الحادث الثاني سيمانغي 2 في 24 سبتمبر 1999 وقتل 12 شخصًا وجرح أكثر من 200.

## خلفية
بعد إجبار الرئيس سوهارتو الذي قضى فترة طويلة على الاستقالة في مايو 1998 وسط احتجاجات جماعية وأعمال شغب مميتة، واصل الطلاب المحتجون المطالبة بالإصلاحات السياسية، لا سيما إنهاء الدور السياسي للجيش والشرطة.

## سيمانغي 1
في نوفمبر 1998 عقدت جلسة خاصة للجمعية الاستشارية الشعبية الإندونيسية لاتخاذ قرار بشأن الجدول الزمني للانتخابات الوطنية المقبلة. احتج طلاب الجامعة على هذه الجلسة لأنهم لم يثقوا في خليفة سوهارتو الرئيس يوسف حبيبي، وأعضاء مجلس النواب. كما طالبوا بإنهاء تمثيل الجيش غير المنتخب في البرلمان. في 13 نوفمبر 1998 نظم الآلاف من الطلاب مظاهرة احتجاجية بالقرب من جامعة أتما جايا وتقاطع سيمانغي المؤدي إلى مبنى البرلمان. وردت السلطات بإطلاق الذخيرة الحية. قتل سبعة عشر شخصًا وجرح حوالي 400. كان من بين القتلى ستة طلاب جامعيين واثنين من طلاب المدارس الثانوية وضابطين بالجيش. تم تحديد هوية القتلى على النحو التالي: تيدي واردهاني كوسوما، وسيجيت براشيتو، وهيرو سوديبيو (يونيفرسيتاس تيربوكا)، وإنجكوس كوسنادي (يونيفرسيتاس جاكرتا)، وموزاميل جوكو (يونيفرسيتاس إندونيسيا)، وأوغا عثمان وعبد الله/دونيت وأغوس سيتيانا ودوني أفندي رينانتو وسيديك وكريستيان نيكيجولونج وسيديك وهادي.

## سيمانغي 2
في 24 سبتمبر 1999 كان الطلاب في جاكرتا والعديد من المدن الأخرى يحتجون على القانون المقترح الذي يمنح الجيش صلاحيات أكبر في حالات الطوارئ. قتل طالب و11 آخرون، بينما أصيب أكثر من 200 شخص. قُتل ياب يون هاب (طالب بجامعة إندونيسيا) بالرصاص خارج جامعة أتما جايا. قُتل ضحايا آخرون في لامبونج (جنوب سومطرة) وباليمبانج (سومطرة الوسطى). في لامبونج قُتل محمد يوسف ريزال وسعيدات فتيريه. وفي باليمبانج، في 5 أكتوبر 1999 ، قُتل ماير أرديانسياه.

## التحقيق والمحاكمة
إن رفض الحكومة والجيش تقديم كبار الضباط للمحاكمة بتهمة القتل في سيمانغجي دفع جماعات المجتمع المدني إلى دعوة مجلس النواب إلى تشكيل محكمة مخصصة. أنشأ مجلس النواب (المشرعون للفترة 1999-2004) في عام 2000 لجنة خاصة لبحث ما إذا كان إطلاق النار في تريساكتي في مايو 1998 وحادثتي سيمانغجي يشكلان انتهاكات جسيمة لحقوق الإنسان. ضمت اللجنة أعضاء من فصيل الجيش والشرطة في البرلمان. عندما أعلنت اللجنة نتائجها في يوليو 2001، تم تقسيم الفصائل الحزبية. ذكرت ثلاثة فصائل فقط - حزب النضال الديمقراطي الإندونيسي وحزب الوطن الديمقراطي وحزب الصحوة الوطني - أن عمليات القتل تضمنت عناصر من الانتهاكات الجسيمة لحقوق الإنسان. أوصى كل غيرها من الأحزاب بمحاكمات تختص حقوق الإنسان، في حين اقترح البعض إجراء تسوية خارج المحكمة. الفصائل الأخرى في البرلمان مثل - حزب جولكار والجيش والشرطة وحزب التنمية المتحدة وحزب الهلال نجمة فصيل الإصلاحي حزب الوحدة الوطنية الإندونيسية ووحزب الأمة دولت - أن عمليات القتل لم تكن انتهاكات جسيمة لحقوق الإنسان. ولذلك قرر البرلمان أن يتم التعامل مع عمليات القتل من قبل المحاكم العسكرية بدلاً من محكمة مخصصة لحقوق الإنسان.
في يونيو 2001 بدأت الملاحقات القضائية العسكرية ضد 11 من أفراد الجيش بسبب حادثة سيمانغي الأولى. في يناير 2002 حُكم على تسعة منهم بالسجن لمدة تتراوح بين ثلاث وست سنوات. في يونيو 2003 حكمت محكمة عسكرية أخرى على جندي في قيادة الاحتياط الاستراتيجي للجيش (كوستراد) بوهاري ساسترو توا بوتي لإطلاق النار على يون هاب في سيمانغي الثاني. على الرغم من أنه ثبت في المحكمة أن الرصاصة التي قتلت يون هاب جاءت من بندقية بوهاري، إلا أن دجيا سوبارمان الذي ترأس كوستراد عندما حدث سيمانغي الثاني كتب في وقت لاحق كتابًا أشار فيه إلى أن طرفًا غير معروف ربما كان يستخدم بندقية بوهاري. كما أجريت محاكمات عسكرية في حوادث إطلاق النار في لامبونج وباليمبانج حيث حوكم أفراد من الشرطة والجيش من الرتب الدنيا.
وفي الوقت نفسه أنشأت اللجنة الوطنية لحقوق الإنسان لجنة للتحقيق في انتهاكات حقوق الإنسان في تريساكتي وسيمانغي. جادل الجيش والشرطة بأن تحقيق اللجنة كان غير مشروع لأن البرلمان قضى بعدم حدوث انتهاكات جسيمة لحقوق الإنسان وبالتالي تجاهل الضباط أوامر الاستدعاء لاستجوابهم، مما أجبر اللجنة على استدعاء شهود بموجب المادة 95 من قانون حقوق الإنسان. وجدت اللجنة أن هناك انتهاكات جسيمة لحقوق الإنسان قد حدثت. أرسلت اللجنة ملفات القضايا الخاصة بالقضية إلى مكتب النائب العام للشروع في الملاحقات القضائية لكن الملفات اعتبرت غير مكتملة وأعيدت.
في عام 2007 ، حاولت بعض فصائل مجلس النواب إلغاء القرار القائل بأن عمليات القتل لم تكن انتهاكًا صارخًا لحقوق الإنسان، لكن غالبية الأحزاب رفضت الاقتراح.
في يناير 2020 كرر المدعي العام سانيتيار برهان الدين الادعاء بأن إطلاق النار في سيمانغي لم يكن انتهاكات جسيمة لحقوق الإنسان. تساءلت لجنة المفقودين وضحايا العنف عن كيفية قيام مكتب المدعي العام بالإدلاء بهذا التصريح عندما لم يسبق له التحقيق في عمليات القتل. "الطرف الذي له الحق في إعلان ما إذا كان انتهاكًا صارخًا لحقوق الإنسان ليس البرلمان لأن البرلمان هيئة تشريعية.
بموجب القانون رقم 26/200 بشأن محاكم حقوق الإنسان، فإن آلية إعلان ما إذا كان هناك شيء ما يمثل انتهاكًا صارخًا لحقوق الإنسان هي: تقوم اللجنة الوطنية لحقوق الإنسان بالتحقيق في الحادث، ثم يجري مكتب النائب العام تحقيقًا جنائيًا ومحاكمة مبدئية، ومحكمة حقوق الإنسان تحاكم الجناة محاكمة نهائية. البرلمان ليس واحدا من خطوات التحقيق والمحاكمة.